# Насо Уилям Синиър
На̀со Уѝлям Сѝниър (на английски: Nassau William Senior, [ˈnæsɔː ˈwɪl.jəm ˈsiːniər]) е английски икономист и юрист.
Роден е на 26 септември 1790 година в Комптън, графство Бъркшър, в семейството на англикански свещеник. Завършва „Итън Колидж“ и Оксфордския университет (1813). През 1825 – 1830 и 1847 – 1852 година е професор по политическа икономия в Оксфордския университет, а в различни периоди е съветник на правителството по различни стопански и социални въпроси.
Насо Уилям Синиър умира на 4 юни 1864 година в Кенсингтън.